# Tô Sĩ Lượng
Tô Sĩ Lượng (tiếng Trung: 苏士亮; sinh tháng 9 năm 1950) là Phó Đô đốc Hải quân Quân Giải phóng Nhân dân Trung Quốc (PLAN). Ông từng giữ chức Ủy viên dự khuyết Ban Chấp hành Trung ương Đảng Cộng sản Trung Quốc khóa XVII, Phó Tư lệnh Hải quân Quân Giải phóng Nhân dân Trung Quốc và Tham mưu trưởng Hải quân Quân Giải phóng Nhân dân Trung Quốc, Tư lệnh Hạm đội Nam Hải, Tư lệnh Hạm đội Bắc Hải và Viện trưởng Học viện Chỉ huy Hải quân Trung Quốc.

## Tiểu sử
Tô Sĩ Lượng sinh tháng 9 năm 1950 tại Thanh Châu, Duy Phường, tỉnh Sơn Đông.
Tháng 12 năm 1995, Tô Sĩ Lượng được bổ nhiệm làm Tham mưu trưởng Căn cứ Hải quân Thanh Đảo. Tháng 3 năm 1998, ông được bổ nhiệm giữ chức Phó Tham mưu trưởng Hạm đội Bắc Hải. Tháng 4 năm 2000, ông được bổ nhiệm làm Viện trưởng Học viện Chỉ huy Hải quân Quân Giải phóng Nhân dân Trung Quốc. Tháng 1 năm 2002, ông được bổ nhiệm giữ chức Phó Tham mưu trưởng Quân khu Nam Kinh.
Tháng 4 năm 2006, Tô Sĩ Lượng được bổ nhiệm giữ chức vụ Tư lệnh Hạm đội Bắc Hải kiêm Phó Tư lệnh Quân khu Tế Nam thay cho ông Trương Triển Nam. Tháng 7 năm 2007, ông được thăng quân hàm Phó Đô đốc. Tháng 10 năm 2007, tại Đại hội Đảng Cộng sản Trung Quốc lần thứ 17, ông được bầu làm Ủy viên dự khuyết Ban Chấp hành Trung ương Đảng Cộng sản Trung Quốc khóa XVII. Tháng 12 năm 2007, Tô Sĩ Lượng được điều sang làm Tư lệnh Hạm đội Nam Hải kiêm Phó Tư lệnh Quân khu Quảng Châu.
Tháng 1 năm 2009, ông được bổ nhiệm giữ chức Tham mưu trưởng Hải quân Quân Giải phóng Nhân dân Trung Quốc (PLAN). Tháng 12 năm 2010, ông được bổ nhiệm làm Phó Tư lệnh Hải quân Quân Giải phóng Nhân dân Trung Quốc (PLAN).
Tháng 3 năm 2013, ông được bầu làm Ủy viên Thường vụ Ủy ban Toàn quốc Hội nghị Hiệp thương Chính trị Nhân dân Trung Quốc. Tháng 1 năm 2014, Tô Sĩ Lượng được miễn nhiệm chức vụ Phó Tư lệnh Hải quân Quân Giải phóng Nhân dân Trung Quốc, nghỉ hưu.